# Off-Broadway
Off-Broadway (letteralmente "fuori Broadway", "fuori da Broadway") è il termine usato per indicare un fenomeno nel mondo del teatro statunitense che, tra la fine degli anni '40 e l'inizio degli anni '50, cominciò a costruire un'alternativa, finanziaria e culturale, rispetto alle produzioni di Broadway, cioè l'insieme dei grandi teatri situati nell'omonima strada di New York.
Off-Broadway cerca di dare voce ai Little Theaters del secondo dopoguerra cercando di realizzare un teatro dell'Arte e tentando di contrapporsi all'industria dello spettacolo. Questo viene attuato mediante la promozione di giovani scrittori ancora sconosciuti e vecchi autori considerati "difficili" e ancora poco popolari.
Esiste poi una categoria di teatri, denominata Off-Off-Broadway, termine coniato dal critico Tallmer, che si riferisce a una variegata gamma di teatrini ricavati in luoghi di fortuna come scantinati, garage eccetera. Qui si esercitano attori alle prime armi.

## Elenco dei teatri
| Teatro                                          | Indirizzo                 | Numero posti |
| ----------------------------------------------- | ------------------------- | ------------ |
| 47th Street Theatre                             | W. 47th St. (No. 304)     | 196          |
| 59E59 Theaters, Theatre A                       | E. 59th St. (No. 59)      | 196          |
| 777 Theatre                                     | 8th Ave. (No. 777)        | 158          |
| Abrons Arts Center, Playhouse Theatre           | Grand St. (No. 466)       | 300          |
| Actors Temple Theatre                           | W. 47th St. (No. 339)     | 199          |
| Alice Griffin Jewel Box Theatre                 | W. 42nd St. (No. 480)     | 191          |
| Anne L. Bernstein Theater                       | W. 50th St. (No. 210)     | 199          |
| Anspacher Theatre                               | Lafayette St. (No. 425)   | 275          |
| Astor Place Theatre                             | Lafayette St. (No. 434)   | 298          |
| Barrow Street Theatre                           | Barrow St. (No. 27)       | 199          |
| Cherry Lane Theatre                             | Commerce St. (No. 38)     | 179          |
| Claire Tow Theater                              | W. 65th St. (No. 150)     | 112          |
| Classic Stage Company                           | E. 13th St. (No. 136)     | 199          |
| Daryl Roth Theatre                              | E. 15th St. (No. 101)     | 299          |
| The Duke on 42nd Street                         | W. 42nd St. (No. 229)     | 199          |
| Elektra Theatre                                 | W. 43rd St. (No. 300)     | 199          |
| Gramercy Arts Theatre                           | E. 27th St. (No. 138)     | 140          |
| The Gym at Judson                               | Thompson St. (No. 243)    | 200          |
| Irene Diamond Stage, Signature Theatre          | W. 42nd St. (No. 480)     | 294          |
| Irish Repertory Theatre                         | W. 22nd St. (No. 132)     | 148          |
| Jerome Robbins Theatre                          | W. 37th St. (No. 450)     | 238          |
| Jerry Orbach Theater                            | W. 50th St. (No. 210)     | 199          |
| John Cullum Theatre                             | W. 54th St. (No. 314)     | 140          |
| Laura Pels Theatre                              | W. 46th St. (No. 111)     | 425          |
| Linda Gross Theatre                             | W. 20th St. (No. 336)     | 199          |
| Lucille Lortel Theatre                          | Christopher St. (No. 121) | 299          |
| LuEsther Theatre                                | Lafayette St. (No. 425)   | 160          |
| Lynn Redgrave Theatre                           | Bleecker St. (No. 45)     | 199          |
| Manhattan Movement & Arts Center                | W. 60th St. (No. 248)     | 180          |
| Marjorie S. Deane Little Theater                | W. 63rd St. (No. 5)       | 145          |
| Martinson Theatre                               | Lafayette St. (No. 425)   | 199          |
| McGinn/Cazale Theatre                           | Broadway (No. 2162)       | 108          |
| Minetta Lane Theatre                            | Minetta Lane (No. 18)     | 391          |
| Mitzi E. Newhouse Theater                       | W. 65th St. (No. 150)     | 299          |
| New Victory Theater                             | W. 42nd St. (No. 209)     | 499          |
| New World Stages, Stage 1                       | W. 50th St. (No. 340)     | 499          |
| New World Stages, Stage 2                       | W. 50th St. (No. 340)     | 350          |
| New World Stages, Stage 3                       | W. 50th St. (No. 340)     | 499          |
| New World Stages, Stage 4                       | W. 50th St. (No. 340)     | 350          |
| New World Stages, Stage 5                       | W. 50th St. (No. 340)     | 199          |
| New York City Center Stage I                    | W. 55th St. (No. 131)     | 300          |
| New York City Center Stage II                   | W. 55th St. (No. 131)     | 150          |
| New York Theatre Workshop, Theatre 79           | E. 4th St. (No. 79)       | 199          |
| Newman Theatre                                  | Lafayette St. (No. 425)   | 299          |
| Orpheum Theatre                                 | Second Ave. (No. 126)     | 347          |
| Peter Jay Sharp Theatre at Playwrights Horizons | W. 42nd St. (No. 416)     | 128          |
| Players Theatre                                 | MacDougal St. (No. 115)   | 248          |
| Playwrights Horizons                            | W. 42nd St. (No. 416)     | 198          |
| The Shed (Kenneth C. Griffin Theater)           | 545 W. 30th St.           | 500          |
| Romulus Linney Courtyard Theatre                | W. 42nd St. (No. 480)     | 191          |
| SoHo Playhouse                                  | Vandam St. (No. 15)       | 178          |
| St. Luke's Theatre                              | W. 46th St. (No. 308)     | 178          |
| Stage 42                                        | W. 42nd St. (No. 422)     | 499          |
| Theatre 555                                     | W. 42nd St. (No. 555)     | 130          |
| Theatre 80 St. Mark's                           | St. Mark's Place (No. 80) | 160          |
| Theatre at St. Clement's Church                 | W. 46th St. (No. 423)     | 151          |
| Theatre Three at Theatre Row                    | W. 42nd St. (No. 410)     | 199          |
| Tony Kiser Theatre                              | W. 43rd St. (No. 305)     | 296          |
| Triad Theatre                                   | W. 72nd St. (No. 158)     | 130          |
| Vineyard Theatre                                | E. 15th St. (No. 108)     | 132          |
| Westside Theatre, Downstairs Theatre            | W. 43rd St. (No. 407)     | 249          |
| Westside Theatre, Upstairs Theatre              | W. 43rd St. (No. 407)     | 270          |
| York Theatre                                    | Lexington Ave. (No. 619)  | 161          |